# Wyndham (Australia Zachodnia)
Wyndham – miasto (town) w Australii, w północno-wschodniej części stanu Australia Zachodnia, w hrabstwie Wyndham-East Kimberley, położone na wyżynie Kimberley, nad zatoką Cambridge, będące najbardziej na północ wysuniętą miejscowością stanu. W 2006 roku miasto liczyło 669 mieszkańców.
Pierwszym Europejczykiem, który w 1819 roku dotarł w okolice obecnego miasta był admirał Phillip Parker King. Wyndham założone zostało w 1885 roku, w rezultacie trwającej do 1888 roku gorączki złota w znajdującym się na południe Halls Creek, stając się portem i placówką handlową.